# ヴィヴァ・ラス・ヴェンジャンス (曲)
「ヴィヴァ・ラス・ヴェンジャンス」（Viva Las Vengeance）は、アメリカ合衆国のポップ・ロック・バンドであるパニック!アット・ザ・ディスコの楽曲。2022年6月1日に同名のスタジオ・アルバムからの先行シングルとして発売された。作詞作曲はブレンドン・ユーリー、ジェイク・シンクレア、マイク・ヴァイオラの共作で、プロデュースも3人で手がけた。『ビルボード』誌のAlternative Airplayでは第1位を獲得。

## リリース・曲の構成
2022年6月1日、8月19日に7作目のスタジオ・アルバム『ヴィヴァ・ラス・ヴェンジャンス』を発売することを発表。同日、アルバムから表題曲である「ヴィヴァ・ラス・ヴェンジャンス」がシングルとして発売された。ブレンドン・ユーリーとその友人であるジェイク・シンクレアやマイク・ヴァイオラと共同制作された「ヴィヴァ・ラス・ヴェンジャンス」は、ユーリーのラスベガスでの生い立ちやこれまでのキャリアについて歌った楽曲で、ロサンゼルスのスタジオでレコーディングが行なわれた。タイトルは、1964年に公開されたエルヴィス・プレスリーの主演映画『ラスベガス万才』および同作の主題歌に由来する。
『ローリング・ストーン』誌のジョン・ブリシュタインは、楽曲について「劇的なクイーン風のハーモニーをバックに、フロントマンのブレンドン・ユーリーが怒鳴っている生き生きとしたパワー・ポップ」と説明している。曲のキーはAマイナーで、テンポは154BPM。

## ミュージック・ビデオ
2022年6月1日に「ヴィヴァ・ラス・ヴェンジャンス」のミュージック・ビデオが公開された。製作は「ハイ・ホープス」のミュージック・ビデオも手がけたブレンダン・ウォルター。
ミュージック・ビデオは、レトロなテレビ・セットでユーリーが本作をパフォーマンスをするというもの。曲が進むにつれてユーリーがギターの弦で顔を切られたり、転倒して怪我をするなどのハプニングに見舞われ、ぎざぎざの歯が生えたピアノに食べられてしまう。曲が終わり、無傷ながらも疲れ果てたユーリーがピアノの鍵盤に付着した血液から、これまでの出来事が幻想ではなかったことに気がつくところでビデオが終わる。

## クレジット
※出典（特記を除く）
- ブレンドン・ユーリー – ボーカル、ドラム、ピアノ、ハモンドオルガン、ハープシコード、シンセサイザー、ギター、作詞作曲、プロデュース
- ジェイク・シンクレア – バックグラウンド・ボーカル、ベース、ギター、ハモンドオルガン、シンセサイザー、作詞作曲、プロデュース
- マイク・ヴァイオラ – バックグラウンド・ボーカル、ギター、ピアノ、ハモンドオルガン、ハープシコード、シンセサイザー、作詞作曲、プロデュース
- クラウディウス・ミッテンドーファー – レコーディング・エンジニア、ミキシング
- レイチェル・ホワイト – レコーディング・エンジニア
- ルーブル・カプール – アシスタント
- ジョニー・モーガン – アシスタント
- バーニー・グランドマン – マスタリング
- ダン・パウロヴィッチ – ドラム・テクニシャン
- ロブ・メイセス – オーケストラアレンジ[10]

## チャート成績
| チャート (2022年)                           | 最高位 |
| ------------------------------------------- | ------ |
| Canada Rock (Billboard)                     | 39     |
| チェコ (Modern Rock)                        | 2      |
| New Zealand Hot Singles (RMNZ)              | 2      |
| US Alternative Airplay (Billboard)          | 1      |
| US Hot Rock & Alternative Songs (Billboard) | 14     |
| US Rock Airplay (Billboard)                 | 10     |

## 発売日一覧
| 国/地域        | 発売日       | 規格                   | レーベル                              | 注     |
| -------------- | ------------ | ---------------------- | ------------------------------------- | ------ |
| 全国           | 2022年6月1日 | 音楽配信               | フュエルド・バイ・ラーメン DCD2       | [ 1 ]  |
| アメリカ合衆国 | 2022年6月7日 | オルタナティヴ・ラジオ | フュエルド・バイ・ラーメン エレクトラ | [ 17 ] |